# نيل ماكليود
نيل ماكليود هو قاضي وسياسي كندي، ولد في 15 ديسمبر 1842 في Uigg, Prince Edward Island ‏ في كندا، وتوفي في 19 أكتوبر 1915 في سمرسايد، كندا ‏ في كندا. نشط حزبياً في حزب المحافظين التقدمي لجزيرة الأمير إدوارد. وقد انتخب رئيس وزراء جزيرة الأمير إدوارد ‏ (13 نوفمبر 1889 – 27 أبريل 1891).